# Ripplebrook (Oregon)
Ripplebrook az Amerikai Egyesült Államok Oregon államának Clackamas megyéjében, az Oregon Route 224 keleti végén elhelyezkedő önkormányzat nélküli település.

## Erdészeti őrállomás
Itt található az erdőszolgálat őrállomása, valamint három szolgálati lakás, helikopter-leszállóhely és irodák is vannak itt.

## Fordítás
- Ez a szócikk részben vagy egészben  a   Ripplebrook, Oregon című angol Wikipédia-szócikk ezen változatának fordításán alapul.  Az eredeti cikk szerkesztőit annak laptörténete sorolja fel. Ez a jelzés csupán a megfogalmazás eredetét és a szerzői jogokat jelzi, nem szolgál a cikkben szereplő információk forrásmegjelöléseként.